# 日吉站 (神奈川縣)
日吉站（日语：／ Hiyoshi eki */?）是日本神奈川縣橫濱市港北區日吉的東急電鐵（東急）和橫濱市交通局（橫濱市營地下鐵）車站，其中东急的站體位于日吉二丁目，橫濱市營地下鐵的站體位于日吉四丁目。

## 停靠路線
此站有以下2間公司4條路線停靠，是轉乘站。
- 東急電鐵： 東橫線、 目黑線及 東急新橫濱線 - 東急電鐵於本站上行至田園調布站採用複複線由東橫線列車與目黑線列車使用，雙方皆列在旅客資訊上。同時，此站是新橫濱線及目黑線的終點，大部分目黑線班次都會直通新橫濱線，東橫線亦有一部分急行班次直通新橫濱線[1]。東橫線、目黑線與新橫濱線都各自有車站編號，分別是TY13、MG13及SH03。

- 橫濱市營地下鐵： 綠線 - 橫濱市營地下鐵車站由綠線停靠。橫濱市營地下鐵的車站編號是G10。車站顏色是「薔薇色」（あか）。[2]

## 歷史
日吉站西北方日吉不動尊附近的土地，是東急電鐵前身之一的東京橫濱電鐵最早收購的土地，因此日吉被視為東急電鐵的發源地。1956年（昭和31年），此地設立「東急電鐵發祥之地」紀念碑，之後整備為東急紀念公園。2001年公園關閉後，2003年移到元住吉站內的「東急教習所」。
- 1926年（大正15年）2月14日 - 東京橫濱電鐵（之後的東急電鐵）車站開業[4]。當時為側式月台[4]。
- 1936年（昭和11年） - 改建為島式2面4線跨站式站房[4]。
- 1964年（昭和39年） - 廢止折返用的貨物線，設置兩條拖上線[4]。
- 1974年（昭和49年）6月 - 設置自動驗票閘門。
- 1988年（昭和63年）3月11日 - 改良工程動工。工程期間以1面2線構造營運。同年8月改點起急行的待避改至元住吉站進行，日比谷線直通列車運行至菊名站。
- 1991年（平成3年）11月 - 改良工程完成。本站成為半地下的2面4線車站。同時日比谷線直通列車在午間時段改於本站折返。
- 1995年（平成7年）7月 - 月台上方的東急百貨店完工。
- 1999年（平成11年） - 入選關東車站百選。
- 2003年（平成16年）3月19日 - 新設通勤特急，本站為其停車站。
- 2007年（平成19年）8月23日 - 2、3號線進行東橫線切換目黑線改良工程，原來在本站進行的待避改至元住吉站進行，日比谷線直通電車全日延駛至菊名站[6]。
- 2008年（平成20年）
  - 3月7日 - 2、3號線（目黑線用月台）設置月台門。
  - 3月30日 - 橫濱市營地下鐵綠線通車[7]。
  - 6月22日 - 目黑線武藏小杉 - 本站通車。
- 2012年（平成24年）5月1日 - 無線網路服務docomo Wi-Fi啟用。
- 2023年（令和5年）3月18日 - 東急新橫濱線啟用，大部分目黑線班次不再以本站起迄而是直通新橫濱線。

### 站名由來
設站當時的地名為橘樹郡日吉村大字矢上字一本松，因此以本地村名命名。

## 車站構造

### 東急電鐵

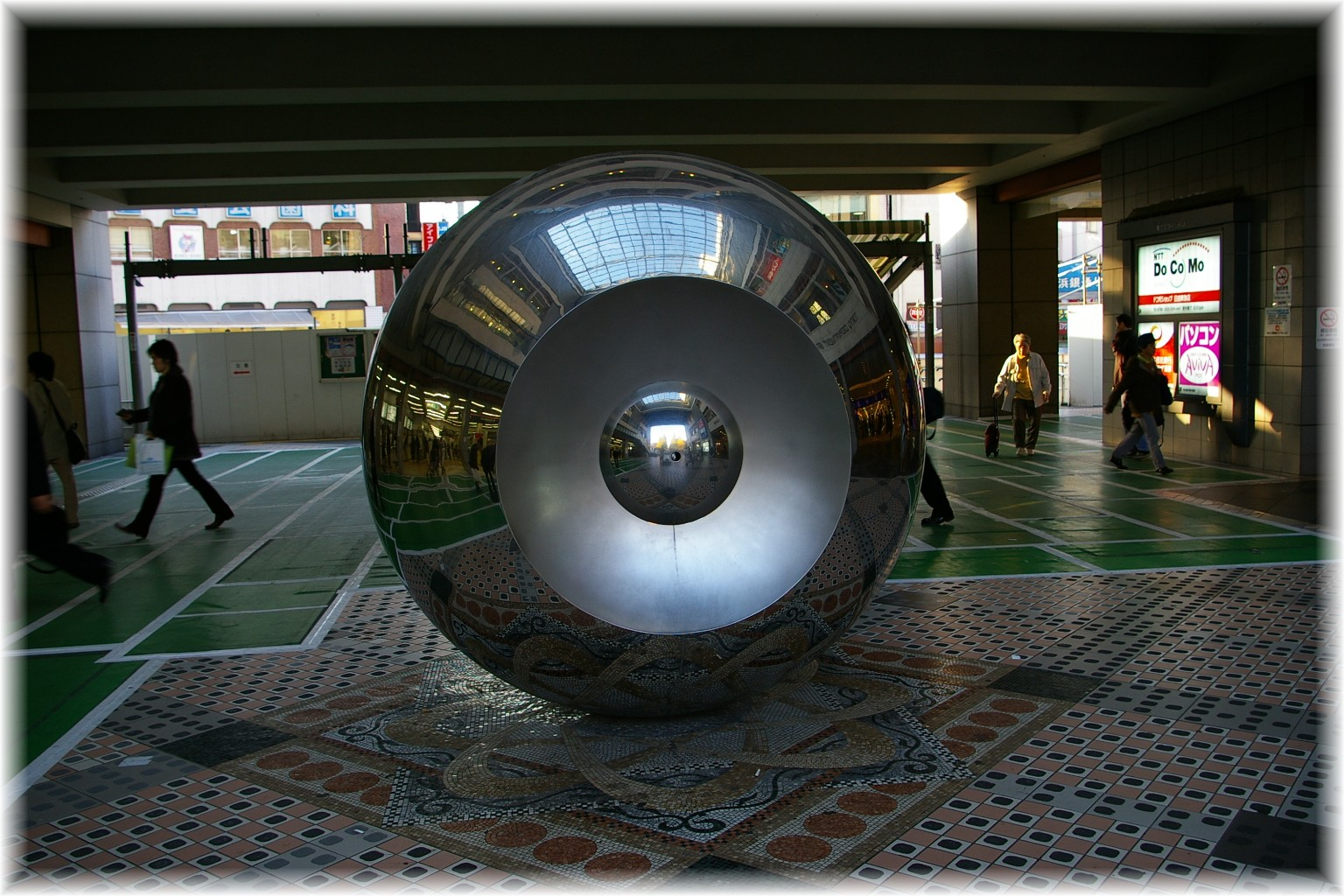
剪票口前的裝飾藝術「虛球自像」。（2006年）

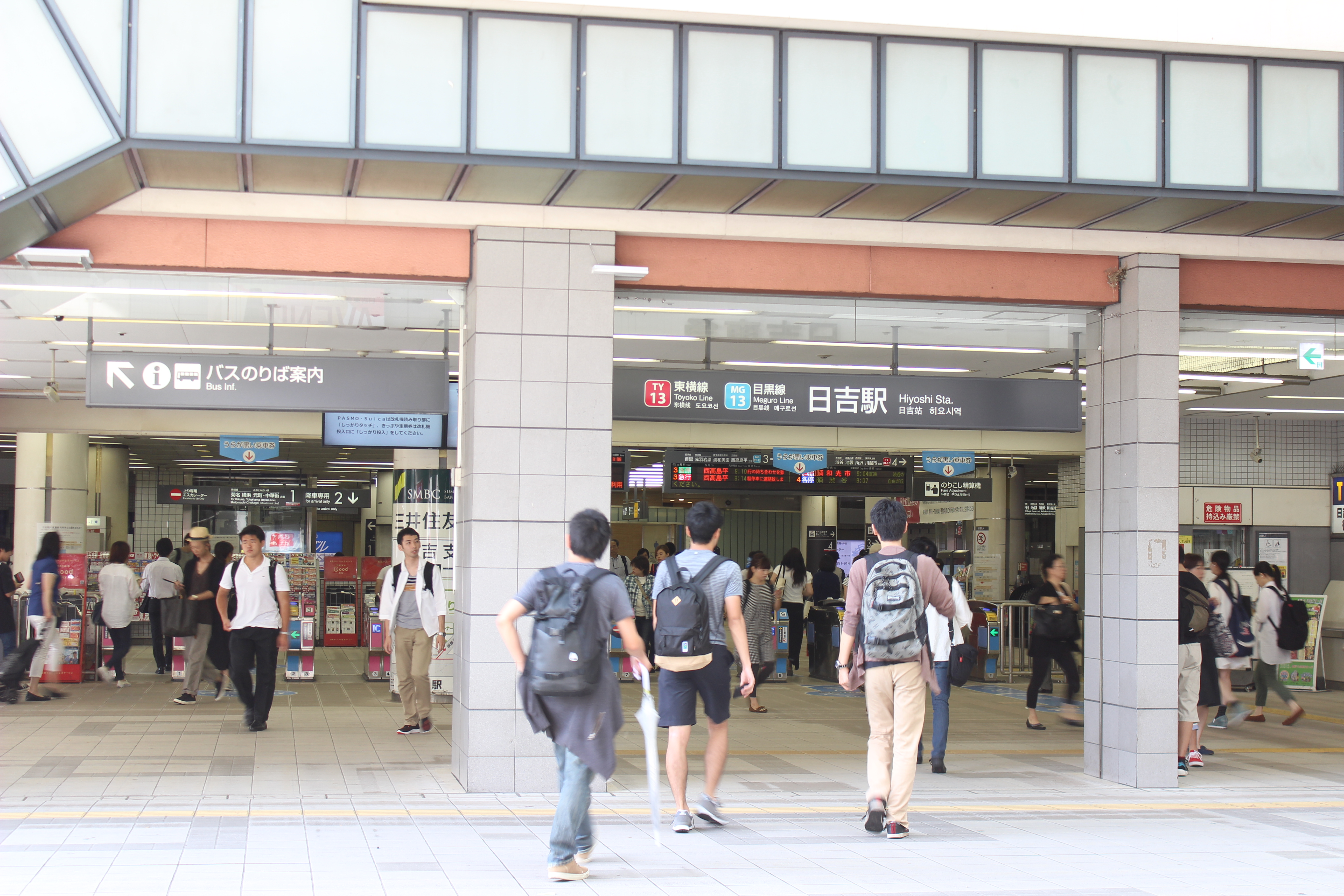
中央剪票口（2017年1月）

本站是島式月台2面4線的地面車站及跨月台轉車站。外側2線為東橫線、內側2線為目黑線。1988年至1991年實施改良工程後，月台呈現半地下化，站房則建設在月台上的人工地盤。
如果不算港未來線的另外兩個車站，日吉站是東橫線中唯一一個快速列車級別最高為「通勤特急」的車站，即原本「特急」模式下額外停靠日吉站的特別班次。
東急管理的廁所在1樓付費區內。另外月台也設有電梯。
2008年3月30日橫濱市營地下鐵綠線通車，本站新設連接東橫線與綠線的地下通道與增設東橫線剪票口。

#### 改良工程
原先本站的軌道比周邊土地低，東西剪票口與站房在地面層，月台則在地塹底部。本站為島式2面4線月台，綱島站側有兩條拖上線，可供澀谷站 - 日吉站間折返運行的各站停車與日比谷線直通電車停放，或是貨物列車與試車列車折返使用。拖上線總長可容納18公尺車×8輛，而且由於本線往綱島站的方向是下坡，因此平面的拖上線會比本線還高。
1988年至1991年，本站進行大規模改良工程，施工期間本站以島式月台2面2線的狀態營運，另外拖上線也停止使用，因此原先本站進行的緩急接續改至元住吉站，始發、終停列車改至元住吉站與菊名站。此時的日比谷線直通電車也從本站延長至菊名站。
改良工程完成後，本站重回島式2面4線月台構造，並重新實施緩急接續，午間時段的日比谷線直通電車也回到本站發車。但拖上線僅剩一線。

#### 本站起訖列車
本站有數班東橫線、港未來線電車在本站發車或終停。
2006年9月，武藏小杉站 - 本站間高架化並變更配線，新的元住吉站無法直通元住吉檢車區。由於本站在切換高架線時，同時鋪設一條元住吉檢車區通往本站的「下行出庫線」，因此原先在元住吉發車的各列車改至武藏小杉站，而下行線（元町・中華街方向）則大半改至本站。

#### 目黑線轉線工程
除了前述的大規模改良工程時期，內側2線（2、3號線）曾長期作為待避線使用。而東橫線内的末班車時段有終停本站的班次，會停放在拖上線與2、3號線月台至隔天早晨作為首班車使用。
目黑線延伸本站前的2007年8月23日進行改點，配合本站待避線與拖上線的目黑線設備切換工程，取消本站待避與起訖列車。所以，原先本站進行的緩急接續改至元住吉站，始發、終停列車改至元住吉站與菊名站。此時的日比谷線直通電車也從本站延長至菊名站。轉換工程完成後，拖上線從一條增為兩條，其中一條長度為20m車×8輛編組，另一條為20m車×6輛編組。
目黑線在2008年6月22日延伸至本站，同時啟用月台門。

#### 10輛編組對應工程
2013年3月16日，東橫線開始與東京地下鐵副都心線（以及西武池袋線與東武東上線）相互直通運轉，該線特急、通勤特急、急行也從八輛編組增為十輛編組。因此本站月台往綱島站方向實施月台延伸工程。

#### 神奈川東部方面線
神奈川東部方面線計劃中，橫濱羽澤站附近將興建與此站連結的相鐵·東急直通線的車站，由鐵道建設·運輸設施整備支援機構負責興建。此時目黑線的渡線將有2條與相鐵·東急直通線的軌道直通，並另外興建一條新的渡線。作為對應工程的一環，2016年7月3日起目黑線車輛的停止位置往元住吉站方向移動約60公尺。預定在2022年下半年完工，相鐵·東急直通線將通過此站與東急東橫線澀谷、目黑線目黑直通，相模鐵道將可與東京都心方向互相直通運行，新橫濱、縣央方向將更方便。
2018年12月公佈新橫濱站－日吉站間的路線名稱是東急新橫濱線（是包括公司簡稱的正式路線名）。
新橫濱線通車後，目黑線的大部分急行列車將不再於本站始發，而是遷移至下行直通段的各主要車站如新橫濱站、西谷站、海老名站和湘南台站等始發，但多以海老名站始發為主，目黑線的各停列車則有大約一半維持於本站始發，6卡列車直通入新橫濱線的話都以新橫濱站始發。東橫線只有一部分急行班次改為進入新橫濱線並直通至相鐵，其中大部分都以湘南台站始發，所有東橫線的各停、特急（不停日吉站）和通勤特急班次下行都維持行駛往菊名站、橫濱站和元町·中華街站。

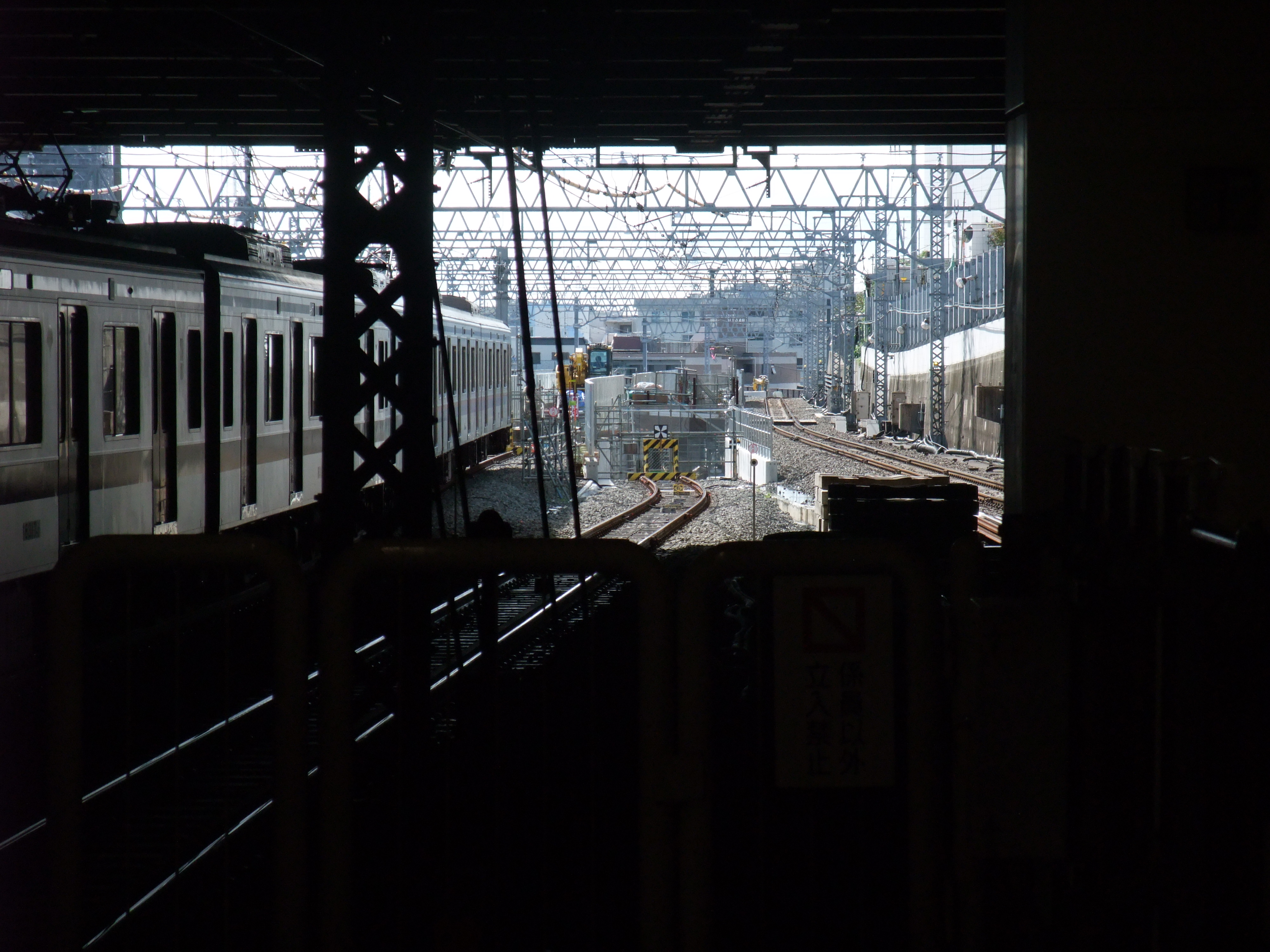
新綱島站至地下路段的入口 （日吉站月台攝）

#### 月台配置
| 月台 | 路線     | 方向 | 目的地                                                                 |
| ---- | -------- | ---- | ---------------------------------------------------------------------- |
| 1    | 東橫線   | 下行 | 菊名、橫濱、 港未來線 元町·中華街方向                                  |
| 1    | 新橫濱線 | 下行 | 新橫濱、 相鐵本線 西谷、二俁川、 相鐵泉野線 湘南台                     |
| 2    | 新橫濱線 | 下行 | 新橫濱、 相鐵本線 西谷、二俁川、海老名                                 |
| 2    | 目黑線   | 下行 | 目黑線部分班次日吉站終停用，所有乘客須下車。                           |
| 3    | 目黑線   | 上行 | 目黑、 南北線 赤羽岩淵、 埼玉高速鐵道線 浦和美園、 三田線 西高島平方向 |
| 4    | 東橫線   | 上行 | 澀谷、 副都心線 池袋、 池袋線 所澤、 東上本線 川越市方向               |

（來源：東急電鐵:車站構內圖 （页面存档备份，存于））

### 橫濱市交通局
本站是島式月台1面2線的地下車站，與東急線車站直角交會。大廳與剪票口在地下3樓，月台在地下4樓。剪票口層設有東急線的剪票口直達東急綫的月台，在此進行轉乘可以避免經戶外繞到東急綫地面大堂的麻煩。車站代表色是以慶應義塾大學與商店街的活力為意象的薔薇色 。
本站作為站長所在站，管理日吉管區本站 - 北山田區間。

#### 月台配置
| 月台 | 路線          | 目的地           |
| ---- | ------------- | ---------------- |
| 1、2 | 綠線（4號線） | 中心北、中山方向 |

（來源：橫濱市營地下鐵:車站構內圖 （页面存档备份，存于））

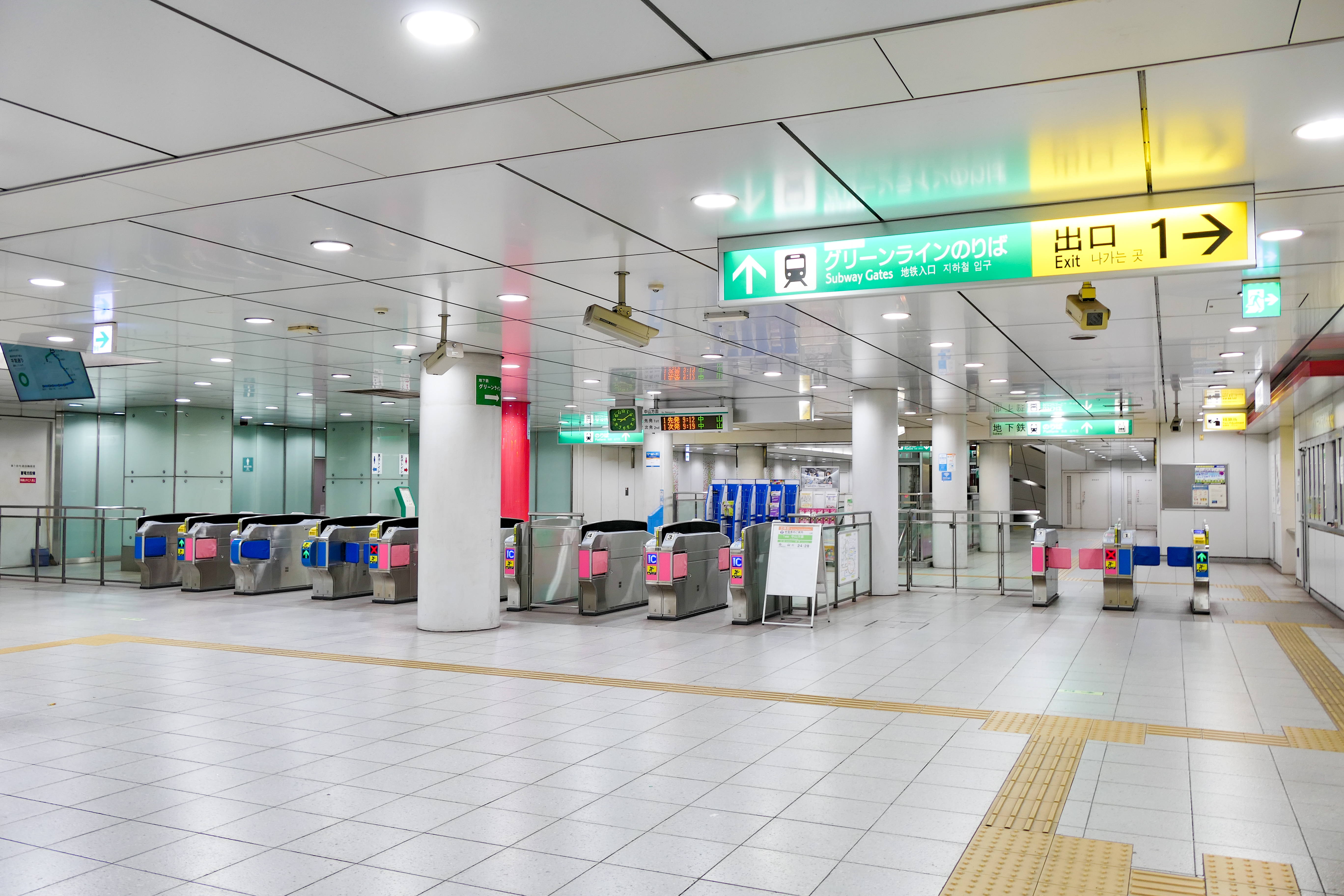
檢票口（2021年12月）
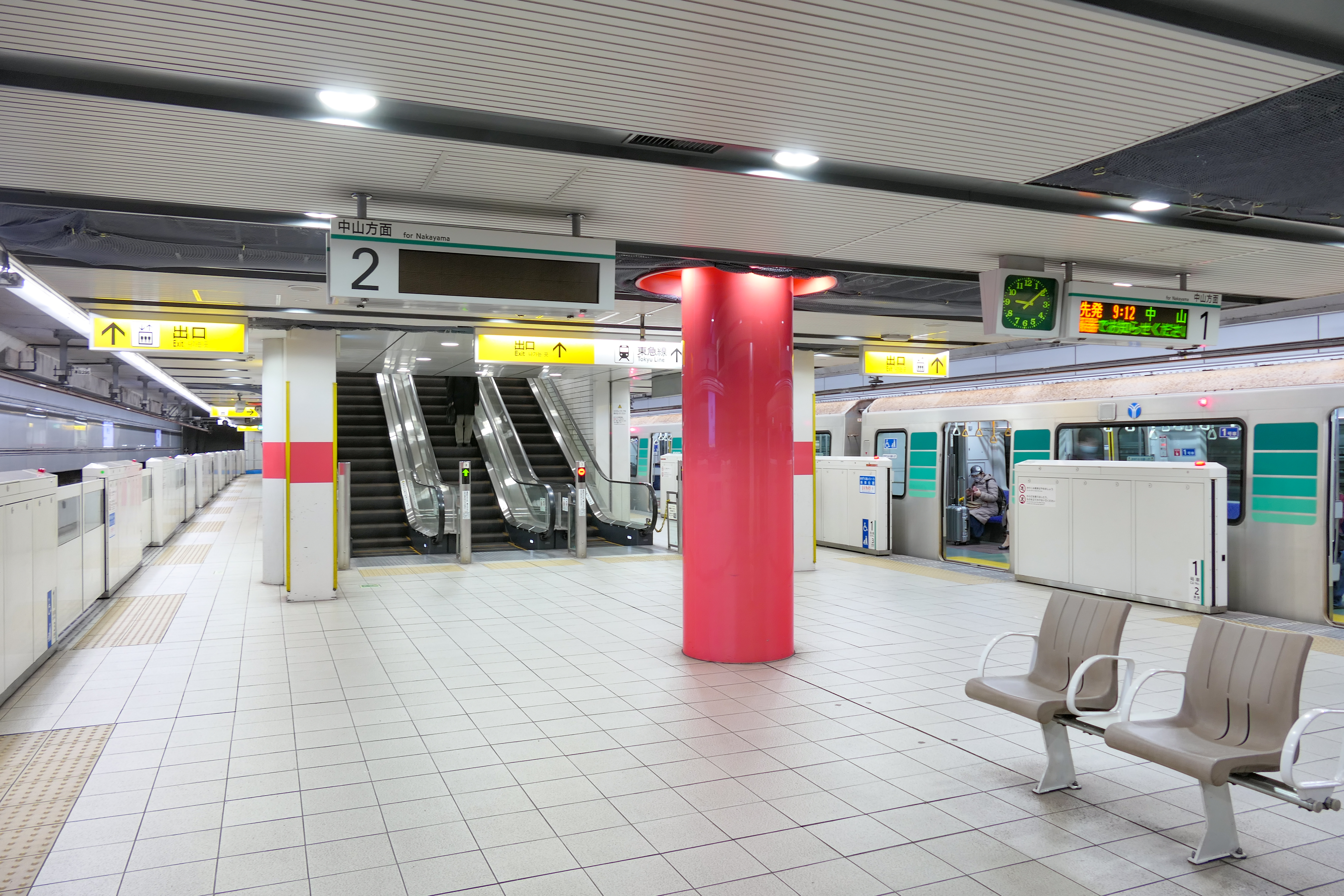
月台（2021年12月）
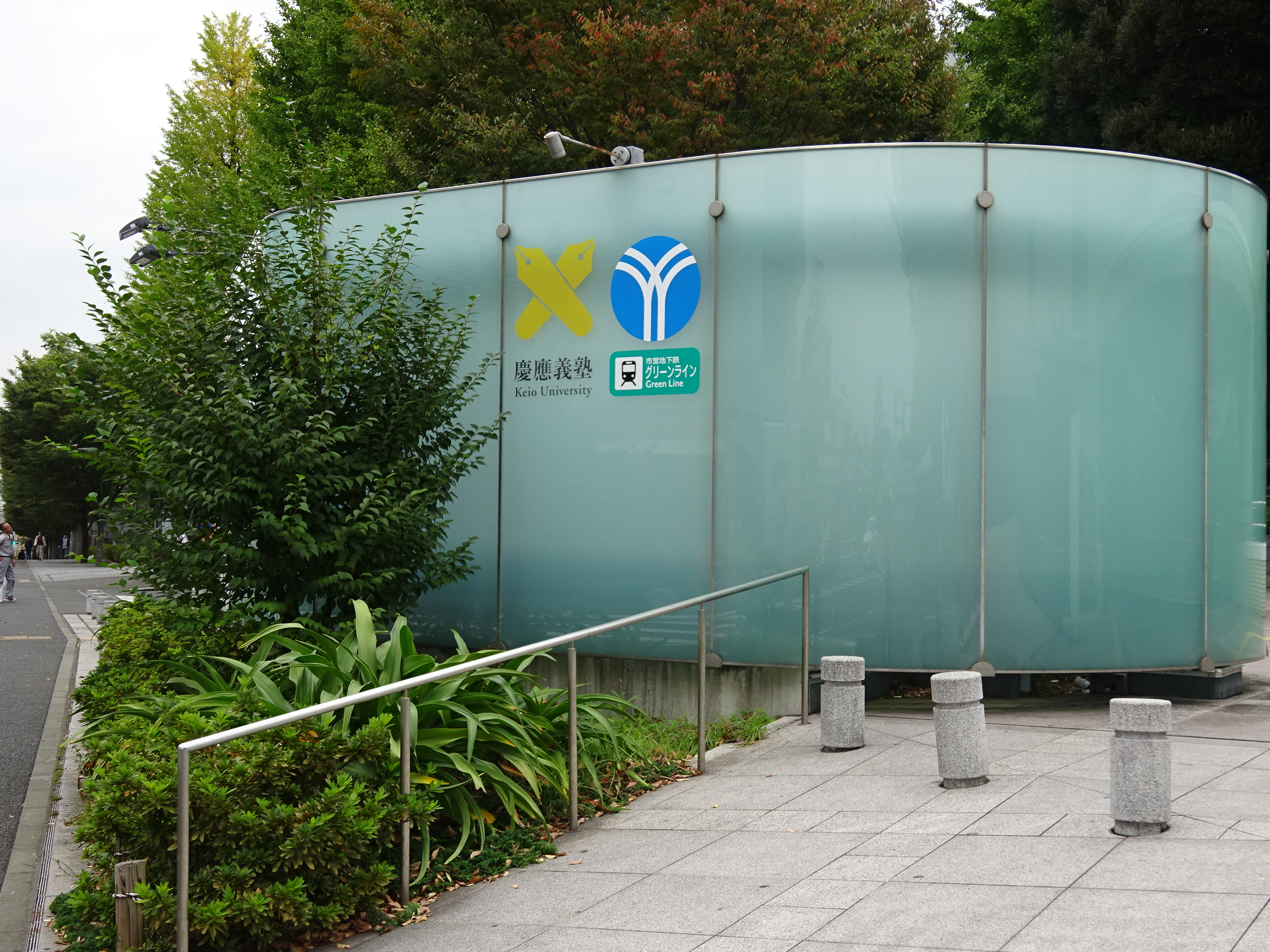
橫濱市營地下鐵與慶應的標誌合作（2016年10月）
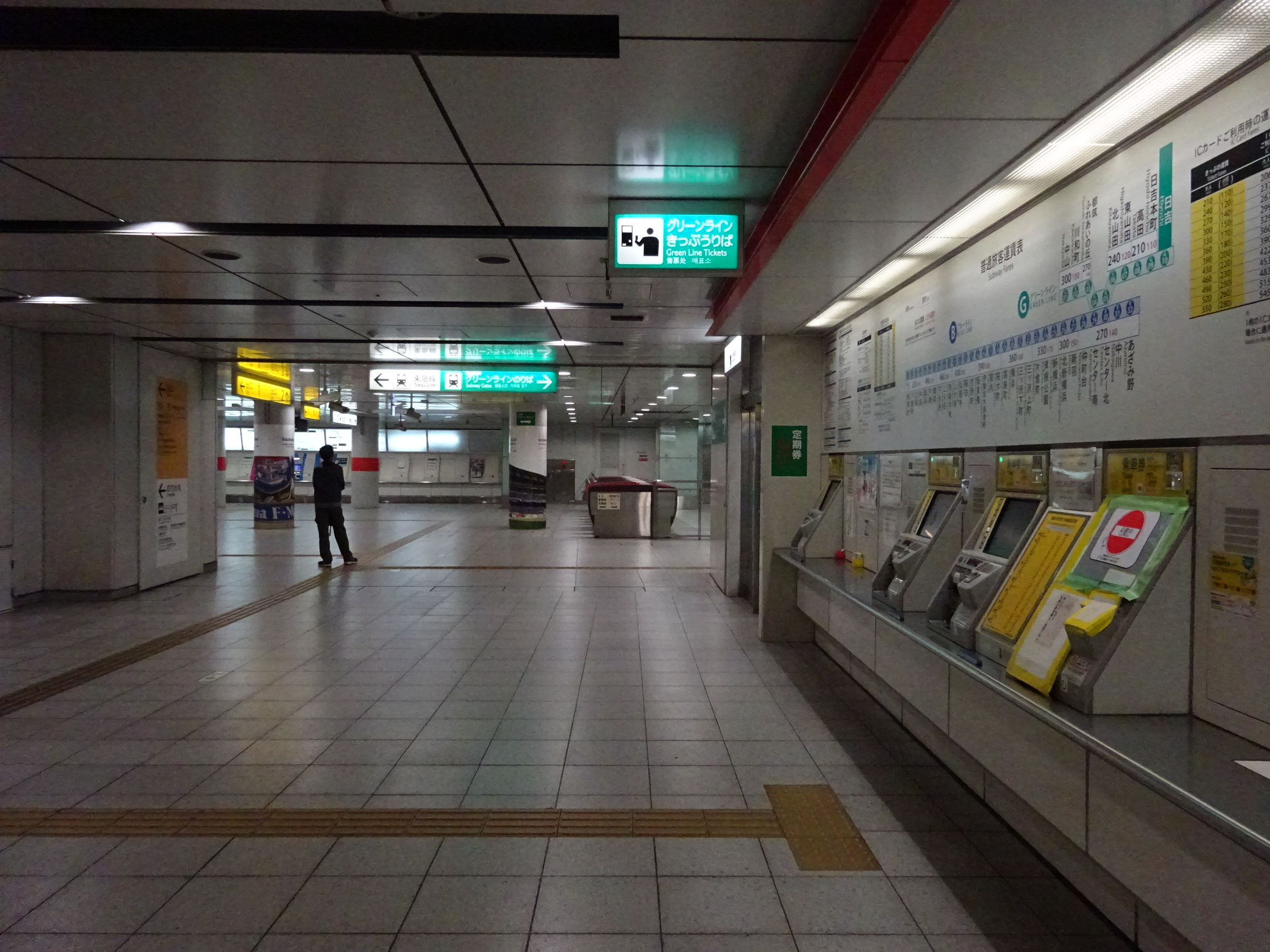
售票處（2016年10月）

## 利用狀況
2007年橫濱市營地下鐵綠線開業後，使用人數大幅增加。
- 東急電鐵 - （不包括東橫線、目黑線互相轉乘人數[利用客数 1]。）
  - 東橫線 - 2016年度1日平均上下車人次為149,163人。
東橫線內次於武藏小杉站排行第5位。
  - 目黑線 - 2016年度1日平均上下車人次為52,468人。
目黑線內次於目黑站排行第2位。
- 橫濱市營地下鐵 - 2016年度1日平均上下車人次為79,763人[乗降データ 1]。
該局中次於中心北站排行第6位。

各年度1日平均上下車人次如下表。
- 東橫線、目黑線的值不包括東急線互相轉乘人次。

| 年度               | 東京急行電鐵/東急電鐵 | 東京急行電鐵/東急電鐵 | 東京急行電鐵/東急電鐵 | 東京急行電鐵/東急電鐵 | 橫濱市交通局       | 橫濱市交通局 |
| 年度               | 東橫線                | 東橫線                | 目黑線                | 目黑線                | 綠線               | 綠線         |
| 年度               | 1日平均 上下車人次    | 增長率                | 1日平均 上下車人次    | 增長率                | 1日平均 上下車人次 | 增長率       |
| ------------------ | --------------------- | --------------------- | --------------------- | --------------------- | ------------------ | ------------ |
| 2002年（平成14年） | 122,356               |                       | 未開業                | 未開業                | 未開業             | 未開業       |
| 2003年（平成15年） | 123,710               | 1.1%                  | 未開業                | 未開業                | 未開業             | 未開業       |
| 2004年（平成16年） | 126,421               | 2.2%                  | 未開業                | 未開業                | 未開業             | 未開業       |
| 2005年（平成17年） | 128,689               | 1.8%                  | 未開業                | 未開業                | 未開業             | 未開業       |
| 2006年（平成18年） | 130,607               | 1.5%                  | 未開業                | 未開業                | 未開業             | 未開業       |
| 2007年（平成19年） | 135,260               | 3.6%                  | 未開業                | 未開業                |                    |              |
| 2008年（平成20年） | 139,665               | 3.3%                  | 24,284                |                       | 46,740             |              |
| 2009年（平成21年） | 135,380               | -3.1%                 | 37,685                | 55.2%                 | 52,945             | 13.3%        |
| 2010年（平成22年） | 137,679               | 1.7%                  | 40,440                | 7.3%                  | 59,083             | 11.6%        |
| 2011年（平成23年） | 138,364               | 0.5%                  | 42,131                | 4.2%                  | 62,374             | 5.6%         |
| 2012年（平成24年） | 141,122               | 2.0%                  | 44,177                | 4.9%                  | 66,691             | 6.9%         |
| 2013年（平成25年） | 147,939               | 4.8%                  | 45,996                | 4.1%                  | 71,892             | 7.8%         |
| 2014年（平成26年） | 146,201               | -1.2%                 | 47,901                | 4.6%                  | 73,156             | 1.8%         |
| 2015年（平成27年） | 147,992               | 1.2%                  | 50,339                | 5.1%                  | 76,903             | 5.1%         |
| 2016年（平成28年） | 149,163               | 0.8%                  | 52,468                | 4.2%                  | 79,763             | 3.7%         |

### 各年度1日平均上車人次（1980年 - 2000年）
各年度1日平均上車人次如下表。
| 年度               | 東京急行電鐵 | 來源               |
| ------------------ | ------------ | ------------------ |
| 1980年（昭和55年） | 53,496       |                    |
| 1981年（昭和56年） | 53,805       |                    |
| 1982年（昭和57年） | 54,008       |                    |
| 1983年（昭和58年） | 54,579       |                    |
| 1984年（昭和59年） | 55,153       |                    |
| 1985年（昭和60年） | 56,485       |                    |
| 1986年（昭和61年） | 57,877       |                    |
| 1987年（昭和62年） | 59,443       |                    |
| 1988年（昭和63年） | 60,732       |                    |
| 1989年（平成元年） | 60,951       |                    |
| 1990年（平成02年） | 61,710       |                    |
| 1991年（平成03年） | 62,132       |                    |
| 1992年（平成04年） | 61,615       |                    |
| 1993年（平成05年） | 61,328       |                    |
| 1994年（平成06年） | 60,149       |                    |
| 1995年（平成07年） | 60,773       | [ 乗降データ 3 ]   |
| 1996年（平成08年） | 61,213       |                    |
| 1997年（平成09年） | 61,221       |                    |
| 1998年（平成10年） | 61,161       | [ 神奈川県統計 1 ] |
| 1999年（平成11年） | 60,860       | [ 神奈川県統計 2 ] |
| 2000年（平成12年） | 61,790       | [ 神奈川県統計 2 ] |

### 各年度1日平均上車人次（2001年以後）
| 年度               | 東京急行電鐵/東急電鐵 | 橫濱市交通局 | 來源                |
| ------------------ | --------------------- | ------------ | ------------------- |
| 2001年（平成13年） | 61,970                | 未開業       | [ 神奈川県統計 3 ]  |
| 2002年（平成14年） | 61,729                | 未開業       | [ 神奈川県統計 4 ]  |
| 2003年（平成15年） | 62,403                | 未開業       | [ 神奈川県統計 5 ]  |
| 2004年（平成16年） | 63,847                | 未開業       | [ 神奈川県統計 6 ]  |
| 2005年（平成17年） | 64,773                | 未開業       | [ 神奈川県統計 7 ]  |
| 2006年（平成18年） | 65,699                | 未開業       | [ 神奈川県統計 8 ]  |
| 2007年（平成19年） | 68,008                | 103,535      | [ 神奈川県統計 9 ]  |
| 2008年（平成20年） | 82,965                | 23,107       | [ 神奈川県統計 10 ] |
| 2009年（平成21年） | 103,959               | 26,138       | [ 神奈川県統計 11 ] |
| 2010年（平成22年） | 106,129               | 29,173       | [ 神奈川県統計 12 ] |
| 2011年（平成23年） | 107,624               | 30,813       | [ 神奈川県統計 13 ] |
| 2012年（平成24年） | 110,580               | 32,998       | [ 神奈川県統計 14 ] |
| 2013年（平成25年） | 115,654               | 35,593       | [ 神奈川県統計 15 ] |
| 2014年（平成26年） | 116,238               | 36,292       | [ 神奈川県統計 16 ] |
| 2015年（平成27年） | 119,008               | 38,164       | [ 神奈川県統計 17 ] |
| 2016年（平成28年） | 121,097               | 39,622       |                     |

備註
1. ↑  平成20年3月30日開業後的2日統計資料

## 車站周邊

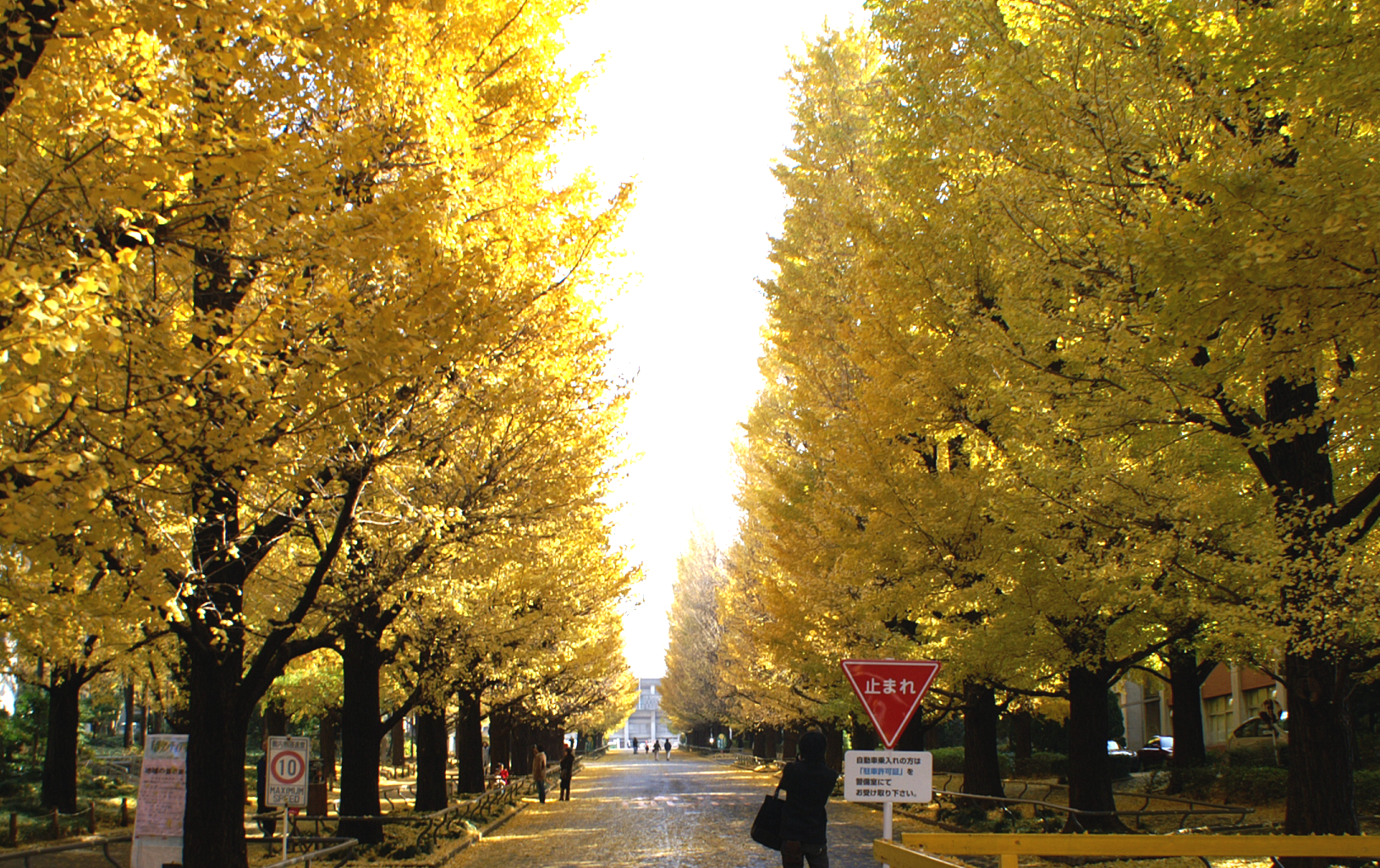
車站望向慶應義塾大學的銀杏樹（2006年12月1日）

車站東側綱島街道（縣道2號）對面是慶應義塾大學日吉校區。車站西側是商店街與住宅區。由於周邊有許多學術設施，學生眾多。

### 學校
- 慶應義塾大學日吉校區
- 慶應義塾大學矢上校區（理工學部）
- 慶應義塾高等學校
- 慶應義塾普通部（日语：慶應義塾普通部）（相當於中學校）
- 日本大學中學校、高等學校（日语：日本大学中学校・高等学校）
- 東京綜合寫真專門學校（日语：東京綜合写真専門学校）
- 資格的大原日吉校（日语：学校法人大原学園）

### 零售店
- 日吉東急avenue（日语：日吉東急avenue）[1]

### 其他
- 日吉公園（日语：日吉公園）
- 橫濱市港北消防署日吉出張所
- 日吉站內郵便局
- 日吉郵便局

## 巴士路線

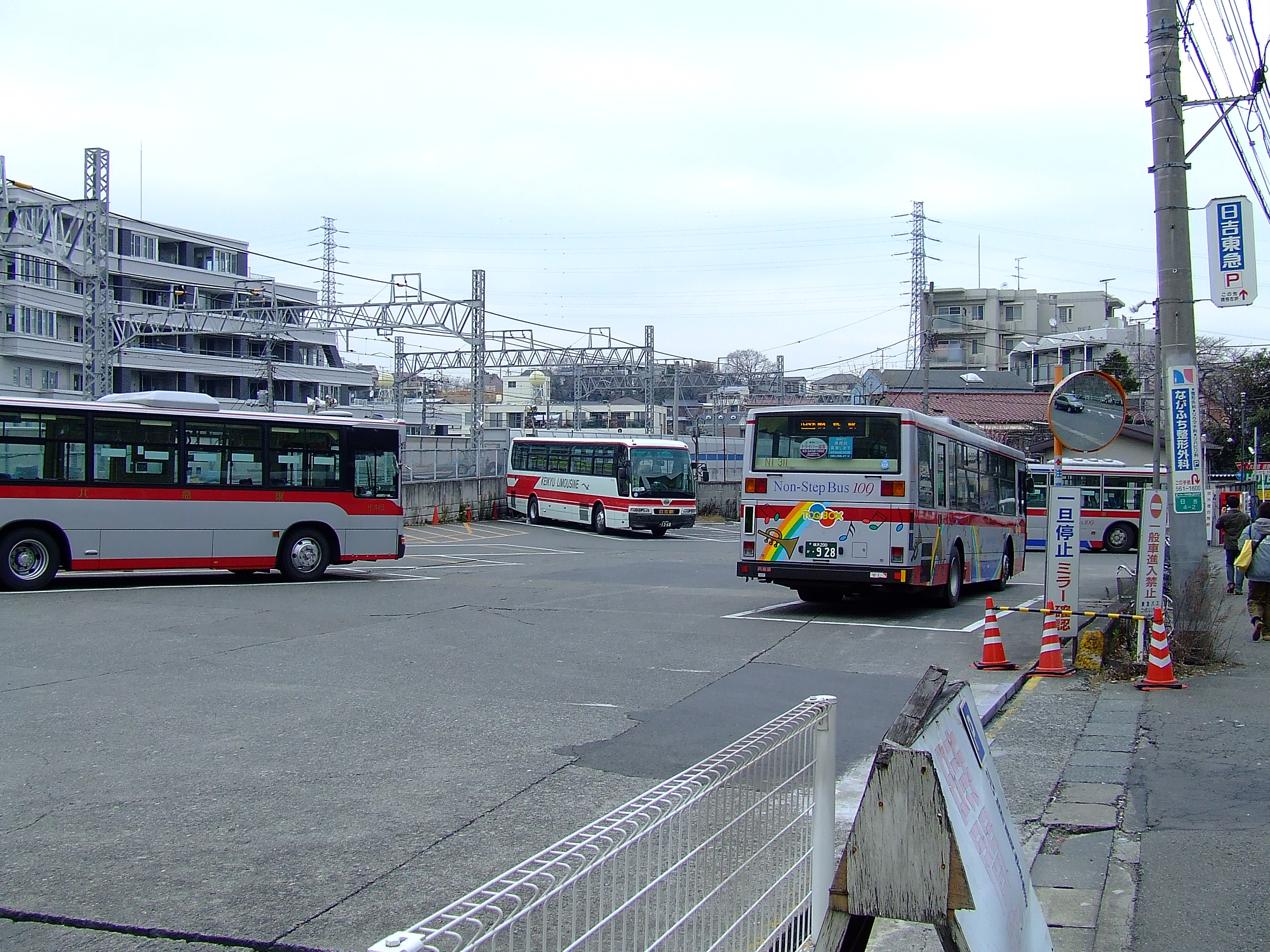
巴士等候區（後方的京急巴士是機場利木津巴士）（2007年2月17日）

此地有東急巴士與川崎鶴見臨港巴士的路線巴士，以及東急巴士與富士急湘南巴士往御殿場Premium Outlets的高速巴士，0 - 4號乘車處在綱島街道上，5 - 7號乘車處在日吉東急avenue南側。
2008年3月30日，綱島街道的巴士站改名為「日吉站東口」，日吉東急avenue南側巴士站改名為「日吉站」。
本站往元住吉站方向的東側有巴士等候區，0 - 4號乘車處發車的巴士會先進入等候區再折返至公車站。
|                | 乘車處 | 系統     | 主要行經地                               | 目的地                                | 備註                   | 運行業者           |
| -------------- | ------ | -------- | ---------------------------------------- | ------------------------------------- | ---------------------- | ------------------ |
| 日 吉 站 東 口 | 0號    | 日91     | 日大高校正門                             | 【循環】綱島東四丁目                  |                        | ■東急              |
| 日 吉 站 東 口 | 0號    | 日92     | 南綱島住宅、廣町                         | 綱島站                                |                        | ■東急              |
| 日 吉 站 東 口 | 0號    | 日40     | 北綱島、高田站前、東山田站               | 東山田營業所                          | 深夜巴士               | ■東急              |
| 日 吉 站 東 口 | 1號    | 日81     | 北綱島                                   | 綱島站                                |                        | ■東急              |
| 日 吉 站 東 口 | 1號    | 日95     | 江川町                                   | 新川崎站交通廣場                      |                        | ■東急、■臨港       |
| 日 吉 站 東 口 | 2號    | 日93     | 江川町、鷹野大橋、駒岡                   | 綱島站                                |                        | ■東急              |
| 日 吉 站 東 口 | 2號    | 日94     | 江川町                                   | 越路                                  |                        | ■東急              |
| 日 吉 站 東 口 | 3號    | 日40     | 北綱島、高田站前、東山田站               | 東山田營業所                          | 深夜巴士除外           | ■東急              |
| 日 吉 站 東 口 | 3號    | 日41     | 北綱島                                   | 高田站                                |                        | ■東急              |
| 日 吉 站 東 口 | 4號    | 日51     | 大塚製靴前、Allure（アリュール）日吉本町 | 【循環】Comfort（コンフォール）南日吉 |                        | ■東急              |
| 日 吉 站 東 口 | 4號    | 高速巴士 | （直行）                                 | 御殿場Premium Outlets                 |                        | ■東急、■富士急湘南 |
| 日 吉 站 東 口 | 4號    | 高速巴士 | 富士急高原樂園                           | 河口湖站                              | ※2017年12月1日開始運行 | ■東急、■富士急湘南 |
| 日 吉 站 東 口 | 4號    | 高速巴士 | Snowtown Yeti                            | Grinpa                                | ※僅冬季運行            | ■東急、■富士急湘南 |
| 日 吉 站       | 5號    | 日22     | 下田仲町                                 | Saint Vallier（サンヴァリエ）日吉     |                        | ■東急              |
| 日 吉 站       | 6號    | 日21     | 下田仲町、下田町                         | 高田町                                |                        | ■東急              |
| 日 吉 站       | 7號    | 日23     | 井田病院正門前                           | 櫻丘                                  |                        | ■東急              |

3號乘車處發車的日40系統往東山田營業所班次，其深夜巴士改在0號乘車處發車。
另外，東急巴士運行的澀谷站發往新橫濱站、新羽營業所的深夜急行巴士「午夜箭號」可在本站下車。

## 相鄰車站
東急電鐵
 東橫線
■特急
通過
□通勤特急
武藏小杉（TY11）－日吉（TY13）－菊名（TY16）
■急行
武藏小杉（TY11）－日吉（TY13）－綱島（TY14）
■各站停車
元住吉（TY12）－日吉（TY13）－綱島（TY14）
 目黑線
■急行
武藏小杉（MG11）－日吉（MG13）
■各站停車
元住吉（MG12）－日吉（MG13）
 東急新橫濱線
新綱島（SH02）－日吉（SH01）
 橫濱市營地下鐵
 綠線（4號線）
日吉本町（G09）－日吉（G10）

## 延伸閱讀
- 宮田道一. . JTBパブリッシング. 2008-09-01. ISBN 9784533071669.

## 外部連結
- 日吉（各站資訊） - 東急電鐵
- 日吉站 （页面存档备份，存于） - 橫濱市交通局